# ハワイ州第2選挙区
ハワイ州第2区（ハワイしゅうだい2く、英語: Hawaii's 2nd congressional district）は、アメリカ合衆国連邦下院の選挙区。定数1人の小選挙区制。1971年に設置された。

## 概要
1959年にハワイとアラスカが州に昇格した。次の国勢調査が行われるまで、両州には全州選挙区が設置され、1人の議席を配分された。次の1960年国勢調査で、ハワイは2人目の議席を獲得したが、選挙区は設置されなかった。
1971年、州都であるホノルルを中心とする人口密集地帯のハワイ州第1選挙区と、それ以外の地域のハワイ州第2選挙区が設置された。その後、10年ごとの国勢調査で選挙区の一部が変更されている。

ハワイ州第2選挙区(画像中の灰色の部分)

### 区域
- ホノルル郡郊外地域
- ハワイ郡全域
- マウイ郡全域
- カウアイ郡全域
- カラワオ郡全域

### データ
- 人口(2019年) - 695,086人[1]
- 分布(2010年) - 都市人口： 79.76%/ 農村人口： 20.24%[2]
- 世帯収入の中央値(2019年) - 79,985ドル[1]
- 民族構成 - 白人(31.7%)、アジア系(26.4%)、複数人種(24.4%)、ハワイ先住民/その他の太平洋諸島系(13.7%)[1]

## 大統領選挙の結果
1964年以来、ハワイ州には現在4人の選挙人が配分されている。 以下は2000年以降の大統領選挙の結果である。
| 年     | 勝利候補                   | 敗北候補                    |
| ------ | -------------------------- | --------------------------- |
| 2000年 | アル・ゴア (56%)           | ジョージ・W・ブッシュ(36%)  |
| 2004年 | ジョン・ケリー (56%)       | ジョージ・W・ブッシュ (44%) |
| 2008年 | バラク・オバマ (73%)       | ジョン・マケイン (25%)      |
| 2012年 | バラク・オバマ (71%)       | ミット・ロムニー (27%)      |
| 2016年 | ヒラリー・クリントン (61%) | ドナルド・トランプ (30%)    |
| 2020年 | ジョー・バイデン (64%)     | ドナルド・トランプ (34%)    |